# Sainte-Praxède
Sainte-Praxède es un municipio parroquial canadiense situado en la provincia de Quebec.

## Superficie
Sainte-Praxède tiene una superficie de 136,18 km².

## Demografía
En 2021, tenía 351 habitantes, una densidad poblacional de 2,6 hab./km², y 290 viviendas.